# 旗幟派
旗幟派（普什图语和达里语：‎）是阿富汗共产主义政治家巴布拉克·卡尔迈勒领导的阿富汗人民民主黨中较温和的政治派系。后来，该派在穆罕默德·纳吉布拉的领导下，演变为具有伊斯兰观点的阿富汗祖国党。该派系产生于1967年阿富汗人民民主党的分裂，得名于其出版机关刊物《旗帜报》。尽管旗帜派也要求迅速进行社会经济改革以实现革命，但这与其竞争对手人民派有所不同，后者要求立刻进行暴力革命推翻政府。卡尔迈勒认为，阿富汗还不够发达，不能实施列宁以城市为中心的革命方式，而应寻求建立爱国反帝的统一战线，以采取下一步的革命举措。

## 历史
1965年，巴布拉克·卡尔迈勒与努尔·穆罕默德·塔拉基成立了阿富汗人民民主党。1967年，该党分裂为不同的派系，其中最强大的是人民派和旗帜派。尽管源自同一个政党，但两派在意识形态和群众基础上有所不同：人民派主要是农村出身的普什图人，而旗帜派则得到了城市中产阶级的支持。
1968年—1969年，旗帜派出版了刊物《旗帜报》。阿富汗国王穆罕默德·查希尔·沙阿允许了这种行为，这进一步分裂了两派，因为人民派的刊物《人民报》与1966年被政府封禁。由于旗帜派与阿富汗王国的联系，且旗帜派最初希望维持君主立宪制，该派被人民派戏称为“王家共产党”.
1973年政变，尤其是在军队中的政变，得到了旗帜派的大力支持。政变成功后，许多旗帜派人士在穆罕默德·达乌德汗的政府和安保部队中担任高级职务。但是，在接下来的几年里，由于有关旗帜派与总理穆罕默德·哈希姆·迈万德瓦尔之死有关的报道广为流传，旗帜派人士被从达乌德汗的政府中清除并受到迫害。
1977年，旗帜派设法与人民派和解。1978年四月革命后，旗帜派在最初的人民派政府中有着许多代表。然而，革命后不久，穆罕默德·塔拉基领导下的强硬派政府再次将旗帜派从政府中清除，并严格反对旗帜派所谓的“修正主义”。该政权最终进行了恐怖统治，监禁并处决了许多被指控偏离马克思列宁主义的旗帜派人士。1979年12月，苏联通过风暴333行动干预阿富汗局势，并推翻了人民派领导人哈菲佐拉·阿明，旗帜派最终在阿富汗掌权。旗帜派有着更为温和、务实的领导层，在人民派的过激行为后，旗帜派的领导人巴布拉克·卡尔迈勒努力赢得支持。在经过1978年—1979年人民派的大规模处决后，旗帜派所剩的人数已经很少了。
1986年，苏联不满于卡尔迈勒无法击败圣战者，于是将其替换为穆罕默德·纳吉布拉。1990年，旗帜派领导的阿富汗人民民主党改组为祖国党，党章中剔除了马克思列宁主义的内容，取而代之的是阿富汗版本的伊斯兰社会主义。
1992年5月，祖国党被正式取缔。此后有多次重建该党的尝试，包括米尔·阿富汗·巴瓦里的阿富汗祖国党和阿卜杜勒·贾巴尔·卡赫拉曼的祖国党。